# Christian Rockstroh
Christian Rockstroh († um 1695) war ein frühneuzeitlicher Unternehmer. Er war kursächsischer Eisenfaktor, Pächter der Glashütte Jugel und in Rittersgrün erzgebirgischer Hammerherr.

## Leben

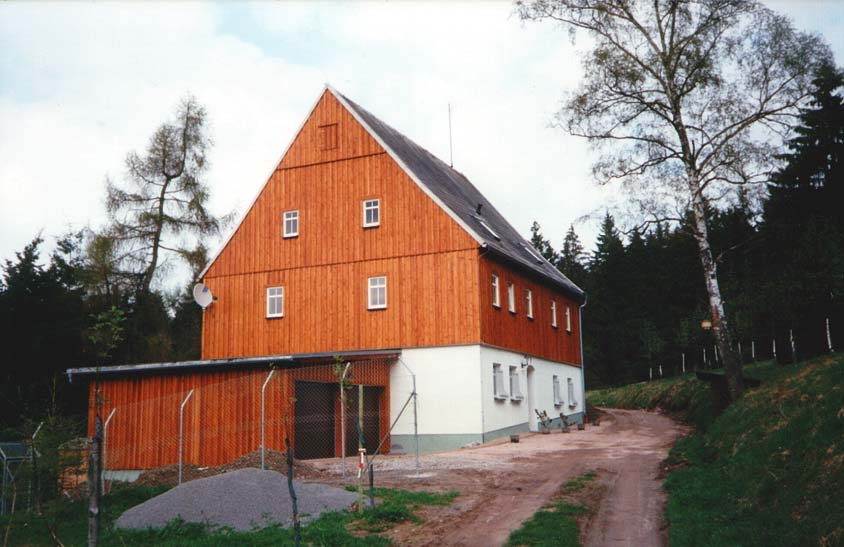
Rockstroh'sches Waldhaus am Rabenberg

Er stammte aus dem Erzgebirge, war der Sohn von Johann Rockstroh († 1667) und wurde kurfürstlicher Feld- und Hoftrompeter zu Dresden. Am 5. November 1660 heiratete er Anna Catharina, die Tochter des Hammerherrn Caspar Wittich und zog zurück zu den Schwiegereltern in das Erzgebirge. Auch sein Vater Johann Rockstroh ließ sich 1660 in Johanngeorgenstadt nieder, wo er für 262 Taler am Marktplatz ein geräumiges Eckhaus kaufte und als Frischer auf den beiden Hammerwerken Wittigsthal und Breitenbach für Caspar Wittich tätig wurde.
Durch die Einheirat in die Familie Wittich wurde Rockstroh zum Schwager des aus Großpöhla stammenden Hammerherrn Johannes Korb, der Besitzer des Arnoldshammers in Rittersgrün war. Dieses Hammerwerk kaufte Rockstroh 1681 für 6.500 Taler seinem Schwager ab. Zuvor hatte Rockstroh bereits die Löbel'sche Glashütte in Jugel von 1681 bis 1684 gepachtet. Sein Wunsch, vorzeitig aus dem Pachtvertrag der Jugeler Glashütte auszusteigen, wurde vom Kurfürsten von Sachsen abgelehnt.
Seit 1664 besaß Rockstroh ein Grundstück am Rabenberg (Erzgebirge), auf dem er mit kurfürstlicher Konzession ein Wohnhaus errichtete, das noch heute dort steht.
Christians Schwester Rosina geborene Rockstroh heiratete 1671 den kurfürstlich-sächsischen Hof- und Feldtrompeter Johann Christoph Hartmann, wodurch zumindest dieses Trompeteramt am Dresden Hof im weitesten Sinne in der Familie blieb.
Rockstroh hinterließ den verschuldeten Arnoldshammer, der aufgrund von Schulden öffentlich versteigert werden musste. Seine Witwe Anna Catharina Rockstroh war die Meistbietende und erwarb den Hammer wieder zurück, veräußerte ihn im Anschluss 1704 für 5.000 Gulden an Johann August von Elterlein.